# Jamais sans toi (chanson)
Pour les articles homonymes, voir  Jamais sans toi.
Clip vidéo
[vidéo] « Jamais sans toi », sur YouTube
Chansons représentant la France au Concours Eurovision de la chanson junior
Si on voulait bien
(2004) Bim bam toi
(2019)
Pistes de Ma voie
Roule Next to Me
Jamais sans toi est une chanson française interprétée par Angelina, extraite de l'album Ma voie. C'est la chanson en 2018 qui relance la France dans la compétition du Concours Eurovision de la chanson junior, dans sa version d'origine en français avec des phrases anglophones dans le refrain ; Jamais sans toi / Never without you finit en deuxième position avec 203 points et obtient pour la France son premier podium au Concours Eurovision junior.

## Genèse et composition
La musique et les paroles sont de Gary Fico, Julien Comblat, Nicolas Stawski et Sarah Age Ali, pour Angelina la gagnante de la quatrième édition de The Voice Kids (2017).
C'est une ode à l'amitié, la chanson parle de l'histoire de deux amies qui habitent très loin l'une de l'autre et dont les parents de l'une d'elle font la surprise de déménager pour se rapprocher de cette amie.
Cette amie c'est Pauline, la meilleure amie d'Angelina, elle tourne avec elle dans le clip de Jamais sans toi. 

## Historique de l'annonce et de la sortie
Le 15 octobre 2018, France Télévisions annonce après 14 années d'absence avoir sélectionné Angelina avec une chanson nommé Jamais sans toi pour représenter la France au Concours Eurovision de la chanson junior organisé à Minsk (Biélorussie) le 25 novembre

## Deuxième à l'Eurovision junior 2018
Sur scène Angelina est accompagnée d'un danseur et d'une danseuse proche de son âge, Léo et Albane. 
Pendant les refrains, ils exécutent par six fois un pas de danse inventé pour l'occasion. Durant les couplets, la Tour Eiffel accompagne la chanson sur écran de fond.
Le 25 novembre, Angelina finit en deuxième position de l'Eurovision junior avec 203 points, derrière la candidate polonaise Roksana Węgiel (215 points) et devant la candidate australienne (201 points). La chanteuse originaire de La Ciotat offre à la France le premier podium au Concours Eurovision junior.